# Саенко, Александр Ферапонтович
Александр Ферапонтович Сае́нко (укр. Олекса́ндр Ферапо́нтович Сає́нко; 20 августа 1899, г. Борзна, Черниговской губернии — 5 марта 1985, Киев) — украинский советский художник-декоратор, работал в технике мозаики соломой, живописи, ткачества, выбойки.  Член Союза художников Украины (1946). Заслуженный деятель искусств Украинской ССР (1970). Народный художник Украинской ССР (1975). Почётный член УТОГ (1984).

## Биография
Родился в семье первого директора Школы садоводства, огородничества и пчеловодства (в настоящее время это Борзнянский государственный сельскохозяйственный техникум). Часто бывал вместе с отцом в великосветских имениях, где видел лучшие образцы европейской живописи, гобеленов, кафеля, фарфора. Впоследствии подросток проявил тягу к рисованию.
Его судьбу в начале XX века во многом определила смертельно опасная тогда болезнь — скарлатина. Переболев ею в два года, Александр Саенко выжил, но навсегда потерял возможность слышать.
Учëба в Императорском Петербургском училище глухонемых (1907—1916) развила в нëм художественные и практические навыки будущего художника. Учился живописи сначала в родном г. Борзне с одноклассником Владимиром Костецким и Полем Лазарчуком под руководством воспитанника Петербургской Академии художеств Андроника Лазарчука. Затем в Киеве в сентябре 1917 года успешно сдал экзамены в художественное училище, по окончании которого в 1918 году поступил в художественно-промышленный институт в Миргороде.
В 1920 году поступил в Украинскую академию искусств (ныне —  Национальная академия изобразительного искусства и архитектуры), которую окончил в 1928 году. Ученик Василия Кричевского и Михаила Бойчука.
В 1939—1940 годах оформлял Украинский павильон Всесоюзной сельскохозяйственной выставки в Москве.
Работал в области монументального и монументально-декоративного искусства в технике инкрустации соломой.
Был инициатором создания в 1964 году музея истории Борзнянского сельскохозяйственного техникума.
В 1975 году А. Ф. Саенко было присвоено звание народного художника УССР.
Похоронен в Киеве на Байковом кладбище (участок № 50).

## Творчество
Саенко сознательно променял изысканные акварели, которыми занимал вначале, на обычную солому. Всё искусство Александра Саенко тесно связано с народным материалом — соломой.
Для Саенко зрение было единственным средством связи с окружающим миром. Это ярко зафиксировано в его произведениях. Все они полны необыкновенно выразительного ритма, динамики. Даже самые простые орнаменты на шкафах и ширмах проникнуты живым пульсом, неуловимым внутренним движением. Александр Саенко умел отличать десятки тонов и полутонов тростинок — от светло-матовых до глубоких темно-ржаных.
Самое известное произведение Саенко — большая декоративная картина «Казак Мамай». Энергичность, стремительные контуры подчеркивают силу и могущество героя. Мамай сидит в своей традиционной позе, широкие плечи, сильные большие руки, сосредоточенное лицо. Рядом горячий конь — неизменный товарищ казака в суровых походах. Всё панно, трактуемое лаконично, собрано, цельно — всё это придает ему ещё большую выразительность.
Важное место в жизни и творчестве Саенко занимала фигура Тараса Шевченко. Один из лучших монументальных произведений художника — панно «На барщине пшеницу жала …» (1920).
Художника всегда влекла история Украины. Особого внимания он уделял своему земляку, уроженцу Борзны — Семёну Палию. Выразительный рисунок, ясные цвета создают убедительный образ Палия в произведениях «Семён Палий», «Встреча Семёна Палия после Полтавской битвы».
А. Саенко — своеобразный новатор в использовании соломы для высокохудожественных предметов быта и мебели. Он доказал, что солома вполне пригодна и для оформления интерьеров, и для создания обобщенных монументальных образов.
Персональные выставки: Львов (1962), Борзна (1963), Киев (1962, 1967, 1984), Чернигов (1974).
Сегодня Саенко называют автором особой художественной техники. А его работы, некогда украшавшие дома культуры и гостиницы, бесследно исчезают. Так, во время приватизации одного из зданий на Крещатике в Киеве пропало монументальное панно.

## Память
5 ноября 1996 году в Борзне в бывшем имении Саенко открыт музей художника — Борзнянский художественно-мемориальный музей «Усадьба народного художника Украины Александра Саенко». В состав коллекции музея входят картины, композиции, высокохудожественные предметы быта и мебель из соломы.